# Borcu-Enedi-Tibesti
Borcu-Enedi-Tibesti (em francês: Bourkou-Ennedi-Tibesti) (BET) foi uma das 18 regiões do Chade (Decretos N° 415/PR/MAT/02 e 419/PR/MAT/02), sua capital é a cidade de Faya-Largeau. Ela compreendia a antiga prefeitura de Borcu-Enedi-Tibesti. Em 2008, essa região foi dividida em três novas áreas administrativas: Borkou, Ennedi e Tibesti. Em 2012, foi desmembrada em duas regiões: Ennedi Leste e Ennedi Oeste.

## Subdivisões
A região de Borku-Enedi-Tibesti era dividida em 4 departamentos:
| Departmento | Capital      | Sub-prefeituras                                        |
| ----------- | ------------ | ------------------------------------------------------ |
| Borku       | Faya-Largeau | Borku Yala, Faya-Largeau, Kouba Olanga, Yebibou, Yarda |
| Enedi Leste | Bahai        | Bahai, Bao Biliate, Caura, Murdi                       |
| Enedi Oeste | Fada         | Fada, Guro, Calaite, Unianga                           |
| Tibesti     | Bardai       | Auzu, Bardai, Uur, Zuar, Zumri                         |